# Franco Aimi
Franco Aimi (Parma, 19 marzo 1915 – Parma, 30 marzo 1968) è stato un politico italiano, eletto nella II e III legislatura della Repubblica Italiana.

## Biografia
Militare nella seconda guerra mondiale fu fatto prigioniero dall'esercito tedesco in Grecia. Rientrò dal campo di concentramento in Italia nel 1945, e dall'anno successivo si dedicò alla politica iscrivendosi nelle file della neonata Democrazia Cristiana. Membro del consiglio comunale della città di Parma dal 1946 al 1951, venne eletto per due mandati alla Camera, dove rimase in carica dal 1953 al 1963. 
Negli anni successivi ricoprì il ruolo di presidente della Cassa di Risparmio di Parma. Morì il 30 marzo 1968, pochi giorni dopo aver compiuto 53 anni.